# Le Petit Bonheur

Le p'tit bonheur est l'une des chansons les plus connues de Félix Leclerc chantée pour la première fois par celui-ci en 1948 au Théâtre du Gesù à Montréal (Canada). Elle servait de transition dans la pièce « Au Petit Bonheur » écrite et mise en scène par le chanteur, permettant ainsi aux machinistes de changer les décors.
Félix Leclerc l'enregistre en 1951 dans un premier album qui contient d'autres chansons comme « Moi, mes souliers », « Le Petit train du Nord » ou « Bozo ».
Dalida en fit une nouvelle version sortie en 1976, avec des paroles « féminisées » par rapport au texte d'origine.
Elle fut également interprétée par Hugues Aufray et Vanessa Paradis, et Groovy Aardvark en version hard rock en 1996.

## Classement hebdomadaire (version de Dalida)
| Classement (1976-1977) | Meilleure position |
| ---------------------- | ------------------ |
| France                 | 14                 |
| Wallonie               | 14                 |